# مينا جوكتشا كيريككانات
مينا جوكتشا كيريككانات (بالتركية: Mine G. Kırıkkanat)‏ (ولدت في عام 1950 في مدينة أنقرة) صحفية تركية، وكاتبة، وكاتبة عمود بالصحيفة.
أنهت مينا جوكتشا تعليمها الثانوي بالمدرسة الثانوية «نوتر دام دي سيون» الفرنسية وتخرجت من قسم علم الإجتماع بكلية الأداب بجامعة إسطنبول. بدأت مينا مهنة الصحافة كمراسلة إسبانية بجريدة الجمهورية. وعيُنت أيضاً على إنابة فرنسا بجريدة الجمهورية.
وفي عام 1992 انتقلت مينا جوكتشا إلى صحيفة ميليت. وفي عام 1996 عملت مينا ككاتبة عمود بصحيفة راديكال وذلك مع عملها كمراسلة بفرنسا بجريدة ميليت. وخلال أعوام 2005 – 2010 واصلت مينا جوكتشا في كتابة مقالات بالعمود بجريدة الوطن. ثم بعد ذلك، ألفت مينا جوكتشا كتاب باسم " العائد إلى المخبأ " ومنذ خريف عام 2010 استأنفت الكاتبة كتابة مقالات بجريدة الجمهورية. وإنضمت لفريق الصحفيين الأجانب بقناة تي في 5 موند والذي تذُاع باللغة الفرنسية. تتشكل الأعمال الأدبية للكاتبة من قصة، ومقالة، وبحوث، ورواية مثل " قصر الذباب، ليلاً ونهاراً، ديستينا (كتب الأدب، 2008)، رواية نهر.
إن مقالة «أشهر صبي بالجمهورية العثمانية» الذي نُشرت في جريدة الجمهورية في 9 ديسمبر عام 2012 قد تسببت في العديد من ردود الأفعال في وسائل الإعلام.
وبسبب مقالة مينا جوكتشا في العمود التي كتبتها في 24 يوليو عام 2013 قد حوكمت بسبب إهانتها لفتح الله جولن وعدنان أوكطار في عام 2014 ولكن فيما بعد قد بُرأت من ذلك.
تتحدث مينا جوكتشا باللغة الإنجليزية واللغة الفرنسية بطلاقة. وتعد مينا جوكتشا ابنة عم فولكان بوزكير مستشار الإتحاد الأوروبي وسفير لكبير المفاوضيين.

## أعمالها
•	إسمه جولون أوتاكي، القط الأحمر، إسطنبول، 2014 ، ISBN 9786054927265
•	أسطورة مسيحية، القط الأحمر، إسطنبول، 2014، ISBN 9786054927012
•	لم يكن هناك حب، مطبوعات الدعم، إسطنبول، 2011 ، ISBN 9786054455485
•	حرية ضمنية، كتب الجمهورية، إسطنبول، 2011، ISBN 9786055525972
•	في أجنحة الأمل المكسورة، مطبوعات الدعم، إسطنبول، 2011، 2011, ISBN 9786054455140
•	قصر الذباب، دار نشر الأدب، إسطنبول، 2008 ، ISBN 9789750404825
•	ليلاً، نهاراً، درا نشر الأدب، إسطنبول، 2008 ، 8, ISBN 9789750404818
•	ديستينا، دار نشر الأدب، إسطنبول، 2008، ISBN 9789750404801
•	قصص الحب، دار نشر إبسليون، إسطنبول، 2004 ، ISBN 9789753315555
•	أمريكا، أمريكا، دار نشر إيركو، إسطنبول، 2007 ، ISBN 9789944338622
•	باريس، باريس، دار نشر إيركو، إسطنبول، 2007، ISBN 9789944338615
•	الإسفنج، دار نشر إيركو، إسطنبول، 2007، ISBN 9789944338493
•	على الرغم من كل شئ، دار نشر إبسليون، إسطنبول، 2006 ، ISBN 9789753319607
•	لكنه لا ينسى الإبداع، دار نشر ديتاي، إسطنبول، 2006، ISBN 9789944314015
•	الله إلهنا فمن نحب غيره، دار نشر إيركو، إسطنبول، 2007، ISBN 9789944338462

## وصلات خارجية
- MGKmedya.com
- MineKirikkanat.com
- Twitter Adresi
- Facebook Adresi